# Jer'Zhan Newton
Jer'Zhan "Johnny" Newton (St. Petersburg, 31 agosto 2002) è un giocatore di football americano statunitense che milita nel ruolo di defensive tackle per i Washington Commanders della National Football League (NFL).

## Carriera universitaria
Nella sua prima stagione a Illinois nel 2020, Newton disputò tutte le otto partite, di cui due come titolare, con 23 tackle e 1,5 sack. Nel 2021 disputò come titolare 11 gare su 12, facendo registrare 50 placcaggi e 3,5 sack. Dopo la stagione 2023, in cui fu premiato come All-American, decise di passare tra i professionisti.

## Carriera professionistica

### Washington Commanders
Newton fu scelto nel corso del secondo giro (36º assoluto) del Draft NFL 2024 dai Washington Commanders. Debuttò come professionista subentrando nella gara del secondo turno contro i New York Giants. La sua stagione da rookie si chiuse con 44 placcaggi, 2 sack, 2 fumble forzati, un passaggio deviato e un fumble recuperato in 16 presenze, di cui 11 come titolare.